# Gerhard Lau (Schauspieler)
Gerhard Lau (* 13. Januar 1926 in Königsberg; † 25. Februar 2005 in Berlin) war ein deutscher Schauspieler.

## Leben
Mitte der 1950er Jahre kam Gerhard Lau vom Stralsunder Theater über das Volkstheater Rostock an das Staatstheater Dresden. Hier blieb er bis 1964, um dann zum Deutschen Theater nach Berlin zu gehen, dem er bis zum Ende seiner Bühnenlaufbahn die Treue hielt. Neben seiner Bühnentätigkeit drehte er mehrere Filme bei der DEFA und vor allem beim Fernsehen.
Gerhard Lau war verheiratet mit Elsa Lau, einer ausgebildeten Sängerin und Schauspielerin, die ihr erstes Engagement am Theater in Stralsund hatte.

## Filmografie
- 1954: Ernst Thälmann – Sohn seiner Klasse
- 1954: Leuchtfeuer
- 1954: Alarm im Zirkus
- 1955: Rauschende Melodien
- 1956: Thomas Müntzer – Ein Film deutscher Geschichte
- 1957: Spielbank-Affäre
- 1958: Emilia Galotti
- 1960: Hatifa
- 1962: Königskinder
- 1962: Die schwarze Galeere
- 1963: Die Glatzkopfbande
- 1966: Lebende Ware
- 1966: Pitaval des Kaiserreiches: Die Ermordung des Rittmeisters von Krosigk
- 1966: Der Staatsanwalt hat das Wort: Der Rosenkavalier (Fernseh-Reihe)
- 1968/1970: Ich – Axel Cäsar Springer (Fernseh-Fünfteiler)
- 1970: Jeder stirbt für sich allein (Fernsehfilm, 3 Teile)
- 1971: Der Staatsanwalt hat das Wort: Der Fall Valentin Erbsand
- 1971: Ein Mann, der sterben muss (TV)
- 1971: Der Staatsanwalt hat das Wort: Handelsrisiko
- 1972: Der Staatsanwalt hat das Wort: Der Anruf kam zu spät
- 1972: Der Regimentskommandeur
- 1973: Stülpner-Legende (Fernsehserie, 7 Teile)
- 1974: Rückkehr als Toter (Fernsehfilm)
- 1974: … verdammt, ich bin erwachsen
- 1975: Mein lieber Mann und ich (Fernsehfilm)
- 1975: Das unsichtbare Visier (Fernseh-Serie, Episode 4, Folge 8)
- 1975: Das unsichtbare Visier (Fernseh-Serie, Episode 4, Folge 9)
- 1975: Polizeiruf 110: Der Mann (Fernseh-Reihe)
- 1976: Polizeiruf 110: Eine fast perfekte Sache
- 1976: Leben und Tod Richard III. (Theateraufzeichnung)
- 1976: Der Staatsanwalt hat das Wort: Der Brief aus Slubice
- 1977: Polizeiruf 110: Des Alleinseins müde
- 1979: Die Bremer Stadtmusikanten
- 1980: Eine Anzeige in der Zeitung
- 1980/1990: Der Staatsanwalt hat das Wort: Risiko (Fernsehreihe)
- 1981: Suturp – Eine Liebesgeschichte (Fernsehfilm)
- 1981: Verflucht und geliebt
- 1982: Die Gerechten von Kummerow
- 1983: Die lieben Luder (Fernsehfilm)
- 1984: Der Lude
- 1985: Die Leute von Züderow (2 Folgen)
- 1985: Die dritte Frau (Fernseh-Zweiteiler)
- 1985: Händel aus Halle
- 1985: Johann Sebastian Bach (1 Folge)
- 1985: Der Sohn des Schützen
- 1985: Die Rundköpfe und die Spitzköpfe (Theateraufzeichnung)
- 1986: Zahn um Zahn (1 Folge)
- 1987: Wallenstein (Theateraufzeichnung)
- 1987: Kiezgeschichten (2 Folgen)
- 1988: Der blaue Boll (Theateraufzeichnung)
- 1989: Egmont

## Theater
- 1952: Georgi Mdivani: Wo drückt der Schuh – Regie: Hanns Anselm Perten (Volkstheater Rostock)
- 1956: Jean Anouilh: Colombe (Julien) – Regie: Ottofritz Gaillard (Staatstheater Dresden)
- 1957: Bertolt Brecht: Leben des Galilei – Regie: Hannes Fischer (Staatstheater Dresden)
- 1957: Hans Lucke: Der Keller (Obergefreiter) – Regie: Hannes Fischer (Staatstheater Dresden – Kleines Haus)
- 1960: Alexei Arbusow: Irkutsker Geschichte (Viktor) – Regie: Hannes Fischer (Staatstheater Dresden)
- 1962: Ignati Dworetzki: Hohe Wogen (Brigadier) – Regie: Gerhard Winterlich (Staatstheater Dresden)
- 1964: Horia Lovinescus: Fieber – Regie: Gotthard Müller (Deutsches Theater Berlin)
- 1965: Alfred Matusche: Der Regenwettermann (Feldwebel Escher) – Regie: Wolf-Dieter Panse (Deutsches Theater Berlin – Lesetheater)
- 1965: Jewgeni Schwarz: Der Drache (Weber) – Regie: Benno Besson (Deutsches Theater Berlin)
- 1967: Friedhold Bauer: Baran oder die Leute im Dorf – Regie: Friedo Solter (Deutsches Theater Berlin – Kammerspiele)
- 1968: Martin Sperr: Landshuter Erzählungen – Regie: Erhard Marggraf (Deutsches Theater Berlin)
- 1969: Hans Lucke: Mäßigung ist aller Laster Anfang – Regie: Uta Birnbaum/Friedo Solter (Deutsches Theater Berlin – Kammerspiele)
- 1970: Helmut Baierl: Der lange Weg zu Lenin (Münchner Arbeiter) – Regie: Adolf Dresen (Deutsches Theater Berlin – Kammerspiele)
- 1970: Isaak Babel: Maria – Regie: Adolf Dresen (Deutsches Theater Berlin – Kammerspiele)
- 1971: Rolf Schneider: Einzug ins Schloß – Regie: Hans-Georg Simmgen (Deutsches Theater Berlin)
- 1974: Johann Wolfgang von Goethe: Die Geschichte Gottfriedens von Berlichingen mit der eisernen Hand (Bauer Link) – Regie: Horst Schönemann (Deutsches Theater Berlin)
- 1975: Heinrich von Kleist: Der zerbrochne Krug (Veit) – Regie: Adolf Dresen (Deutsches Theater Berlin)
- 1976: Arnold Wesker: Tag für Tag (Stan Mann) – Regie: Horst Schönemann (Deutsches Theater Berlin – Kammerspiele)
- 1978: Alexander Wampilow: Letzten Sommer in Tschulimsk (Valentinas Vater) – Regie: Horst Schönemann (Deutsches Theater Berlin – Kammerspiele)
- 1978: Nikolai Chaitow: Hunde (Matscho) – Regie: Reinhard Hellmann (Berliner Arbeiter-Theater)
- 1978: Gerhart Hauptmann: Michael Kramer (Pedells Krause) – Regie: Wolfgang Heinz (Deutsches Theater Berlin)
- 1980: John Millington Synge: Nebelschlucht (Alter Mann) – Regie: Freya Klier (Deutsches Theater Berlin – Kleine Komödie)
- 1980: Gabriele Bigott (Nach Dieter Noll): Kippenberg (Parteisekretär Bosskow) – Regie: Peter Schroth/Peter Kleinert (Theater im Palast –TiP)
- 1982: Michail Bulgakow: Verschwörung der Heuchler (Adelsherr) – Regie: Thomas Langhoff (Theater im Palast – TIP)
- 1984: Friedrich Schiller: Wallenstein (Deveroux) – Regie: Friedo Solter (Deutsches Theater)
- 1985: Pedro Calderón de la Barca: Das Leben ist Traum (Kerkermeister Clotard) – Regie: Friedo Solter (Deutsches Theater Berlin)
- 1986: Johann Wolfgang von Goethe: Egmont (Zimmermann) – Regie: Friedo Solter (Deutsches Theater Berlin)
- 1986: Hermann Sudermann: Der Sturmgeselle Sokrates (Gastwirt) – Regie: Thomas Langhoff (Deutsches Theater Berlin – Kammerspiele)
- 1989: Thomas Bernhard: Der Theatermacher (Landgasthofswirt) – Regie: Peter Schroth/Peter Kleinert (Deutsches Theater Berlin – Kammerspiele)

## Hörspiele
- 1968: Emmanuel Roblès: Männerarbeit – Regie: Edgar Kaufmann (Hörspiel – Rundfunk der DDR)
- 1970: Sophokles: Die Antigone des Sophokles (Chor der Alten) – Regie: Martin Flörchinger (Hörspiel – Rundfunk der DDR)
- 1971: Heinrich Mann: Die Jugend des Königs Henri Quatre – Regie: Fritz Göhler  (Hörspiel – Rundfunk der DDR)
- 1973: Linda Teßmer: Am schwarzen Mann (Harald Kasch) – Regie: Joachim Staritz (Hörspiel – Rundfunk der DDR)
- 1973: Gisela Richter-Rostalski: Denkt lieber an Ewald (Heinz) – Regie: Manfred Täubert (Kinderhörspiel – Rundfunk der DDR)
- 1973: Hans-Ulrich Lüdemann: Überlebe das Grab (Murray) – Regie: Werner Grunow (Hörspiel – Rundfunk der DDR)
- 1974: Hans-Ulrich Lüdemann: Blümlein ist gegangen (Otto Kruse) – Regie: Fritz Göhler (Hörspiel – Rundfunk der DDR)
- 1976: Heinrich von Kleist: Prinz Friedrich von Homburg – Regie: Joachim Staritz (Hörspiel – Rundfunk der DDR)
- 1978: Ödön von Horváth: Kasimir und Karoline (Sanitäter) – Regie: Werner Grunow (Hörspiel – Rundfunk der DDR)
- 1981: Günter Eich: Träume – Regie: Peter Groeger (Hörspiel – Rundfunk der DDR)
- 1984: Bertolt Brecht: Furcht und Elend des Dritten Reiches – Regie: Achim Scholz (Hörspiel – Rundfunk der DDR)
- 1986: Brüder Grimm: Der Krautesel (Müller) – Regie: Karin Lorenz (Kinderhörspiel – Litera)